# Мартин, Штеффи
Штеффи Вальтер-Мартин (нем. Steffi Martin; 17 сентября 1962, Бад-Шлема, Карл-Маркс-Штадт — 21 июня 2017, Германия) — немецкая саночница, выступавшая за сборную ГДР в 1980-е годы. Принимала участие в двух зимних Олимпийских играх и выиграла на них две золотые медали, одну на играх 1984 года в Сараево, вторую на играх 1988 года в Калгари — обе в программе женских одиночных заездов.

## Карьера
Штеффи Мартин является обладательницей двух золотых медалей чемпионатов мира, одну из них она завоевала в 1983 году в Лейк-Плэсиде, в то время как другую получила за состязания 1985 года в Оберхофе. Спортсменка дважды становилась призёркой чемпионатов Европы, в её послужном списке серебро Винтерберга (1982) и серебро Хаммарстранда (1986). На Кубке мира лучший результат показала в сезоне 1983—1984, когда разделила первое место общего зачёта женской одиночной программы с соотечественницей Беттиной Шмидт.